# Michael Dawson (Lost)

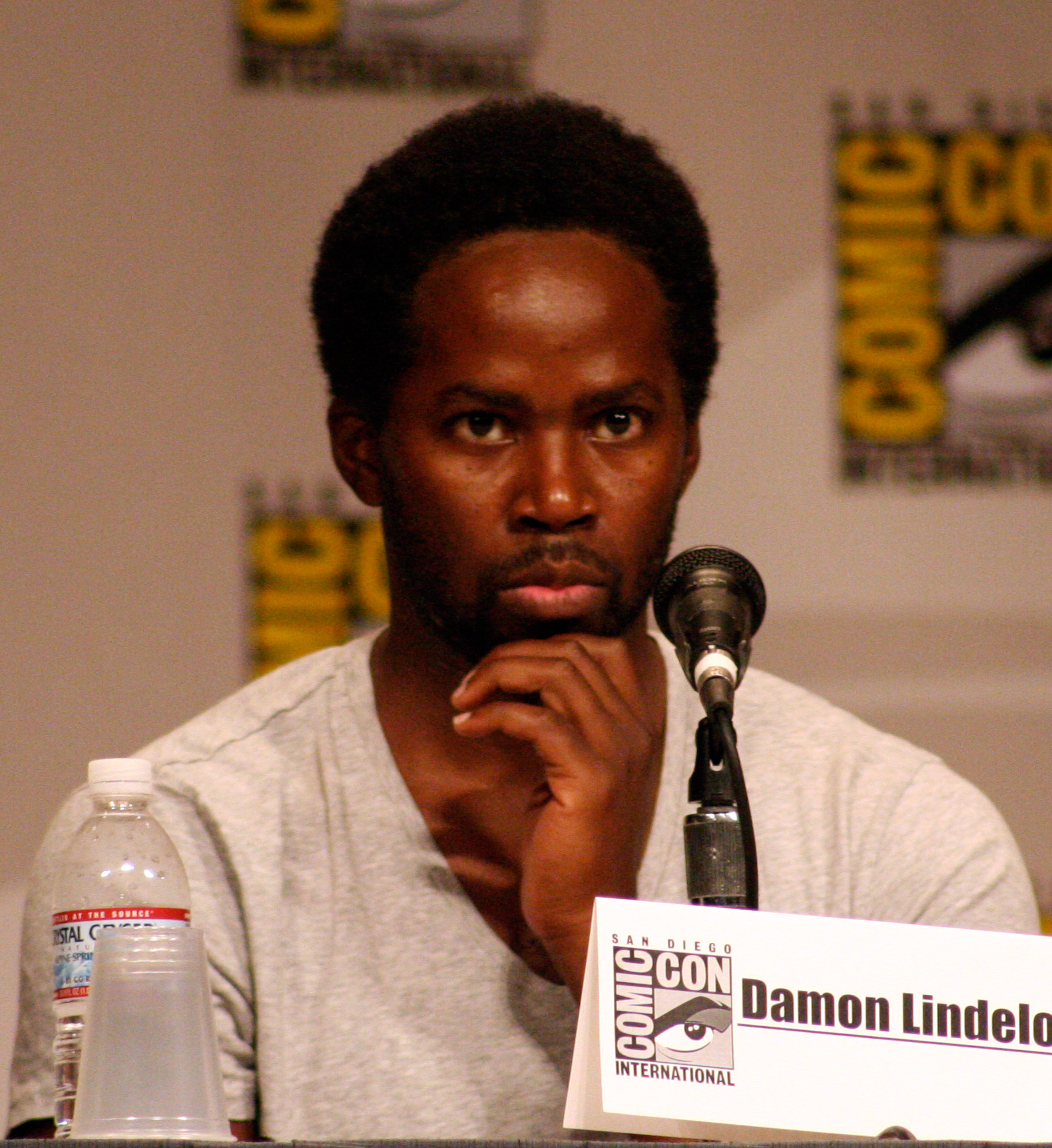
Harold Perrineau Jr.

Michael Dawson (Harold Perrineau Jr.) este unul dintre personajele principale din serialul de televiziune american Lost.